# Efecto barrera vial
El efecto barrera de carreteras y autopistas es un fenómeno ampliamente estudiado en la ecología del paisaje, que se refiere a las limitaciones que las infraestructuras lineales, como carreteras o ferrocarriles, imponen al movimiento de los animales. En Florida, este efecto se manifiesta a través de las carreteras que conectan las ciudades, las cuales no solo aíslan a las poblaciones animales, sino que también generan problemas como el aislamiento genético, la reducción de poblaciones, alteraciones en los patrones migratorios, pérdida de hábitats y un aumento en la mortalidad debido a colisiones vehiculares.
Aunque en gran medida se considera un proceso negativo, se ha descubierto que el efecto barrera también tiene varios efectos positivos, en particular con especies más pequeñas. Para reducir el efecto barrera de una carretera o una vía férrea, los pasos de fauna se consideran una de las mejores opciones de mitigación, idealmente en combinación con cercas para fauna. El efecto barrera está estrechamente relacionado con la fragmentación del hábitat y la ecología de las carreteras .

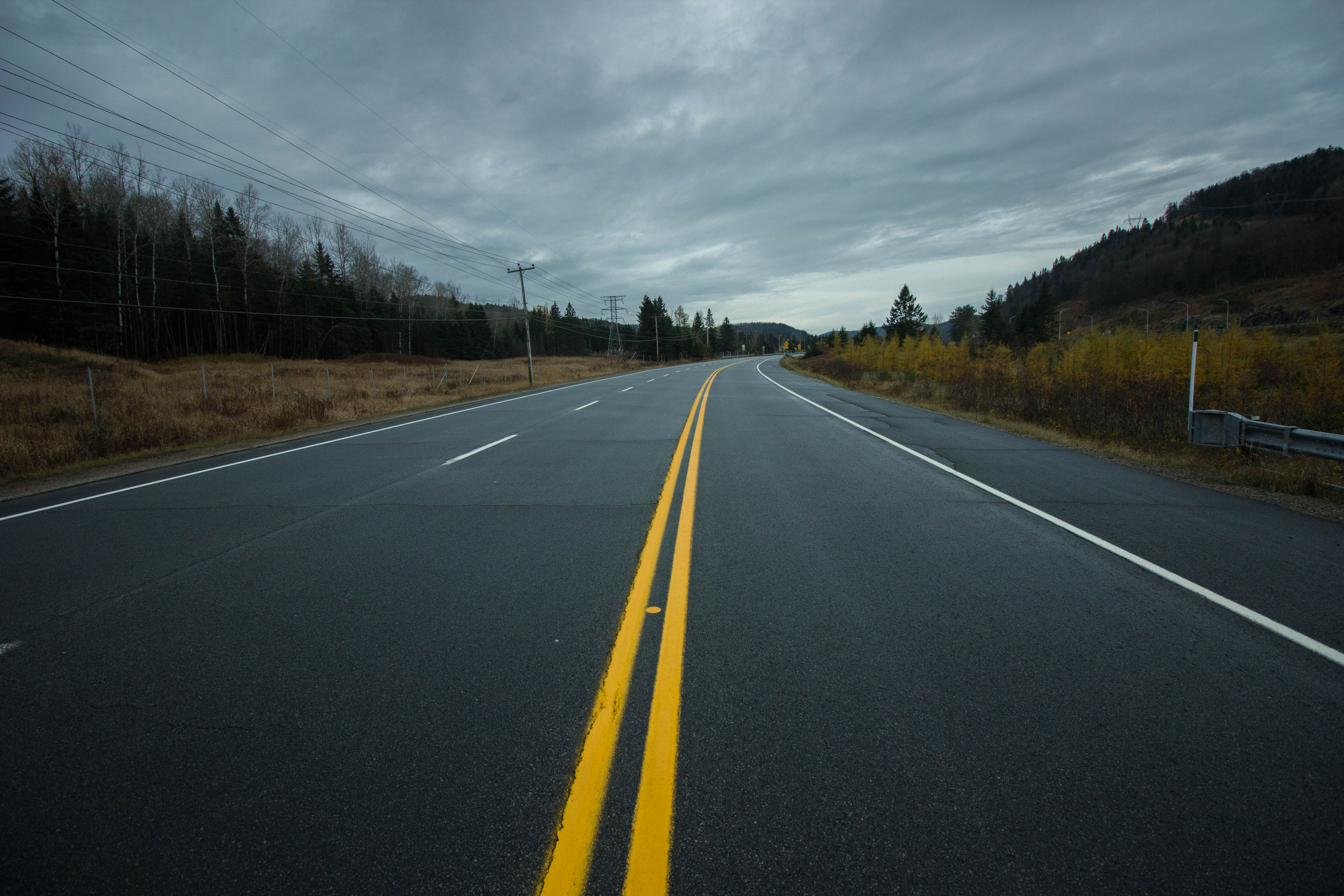
Carretera 10 en Quebec, Canadá.

## Efectos sobre la vida silvestre

### Efectos negativos

#### Carreteras
Tanto las carreteras existentes como la construcción de nuevas autopistas funcionan como barreras significativas para numerosas especies, fragmentando el hábitat circundante. Esta fragmentación puede llegar a tal extremo que la conectividad, es decir, la capacidad de un animal para desplazarse libremente por todas las áreas de su rango de distribución, se ve prácticamente anulada. En general, los animales con mayor vagilidad, o capacidad de viajar largas distancias, se ven más severamente afectados por las carreteras en comparación con las especies con áreas de distribución más pequeñas.

#### Ferrocarriles
Si bien muy pocos estudios han analizado el efecto de los ferrocarriles en el movimiento de los animales, su presencia en los paisajes de la mayoría de las áreas del mundo sugiere que probablemente representan una barrera importante para muchas especies. La mayoría de los estudios relacionados con este subcampo se centran en el uso que hacen los animales de las alcantarillas de drenaje debajo de las redes ferroviarias. Por ejemplo, Rodríguez et al. (1996) encontraron que casi el 80% de las alcantarillas en su estudio recibieron visitas tanto de mamíferos como de reptiles.

#### Tipos de uso del suelo
Aunque son pocos los estudios que han examinado el impacto del tipo de terreno en el movimiento de los animales, las investigaciones realizadas hasta ahora han revelado que los claros artificiales y las tierras agrícolas actúan como fuertes barreras para muchas especies. Estas barreras son especialmente significativas para aquellas especies que dependen exclusivamente de paisajes boscosos para desplazarse.

### Efectos positivos
El 12% de los estudios que analizan los efectos de las carreteras en los animales han encontrado efectos positivos, lo que indica que algunas especies se benefician de la presencia de carreteras. La hipótesis de liberación de depredadores, que sugiere que las carreteras pueden causar indirectamente aumentos en la abundancia de animales cuyos depredadores se ven afectados negativamente por las carreteras, a menudo se atribuye a la mayoría de los efectos positivos de las carreteras sobre los animales.

## Medidas de mitigación

### Comportamiento del conductor
Los estudios han demostrado que reducir la velocidad a la que los conductores viajan por la carretera produce menos ruido, lo que potencialmente reduce el efecto barrera de la carretera. Se considera que la reducción del ruido generado por las carreteras podría disminuir su intimidación para los animales, facilitando potencialmente el cruce de estas vías. Sin embargo, este incremento en los cruces también podría derivar en un aumento de colisiones entre animales y vehículos, generando nuevos desafíos para la conservación de la fauna y la seguridad vial.

### Movimiento animal

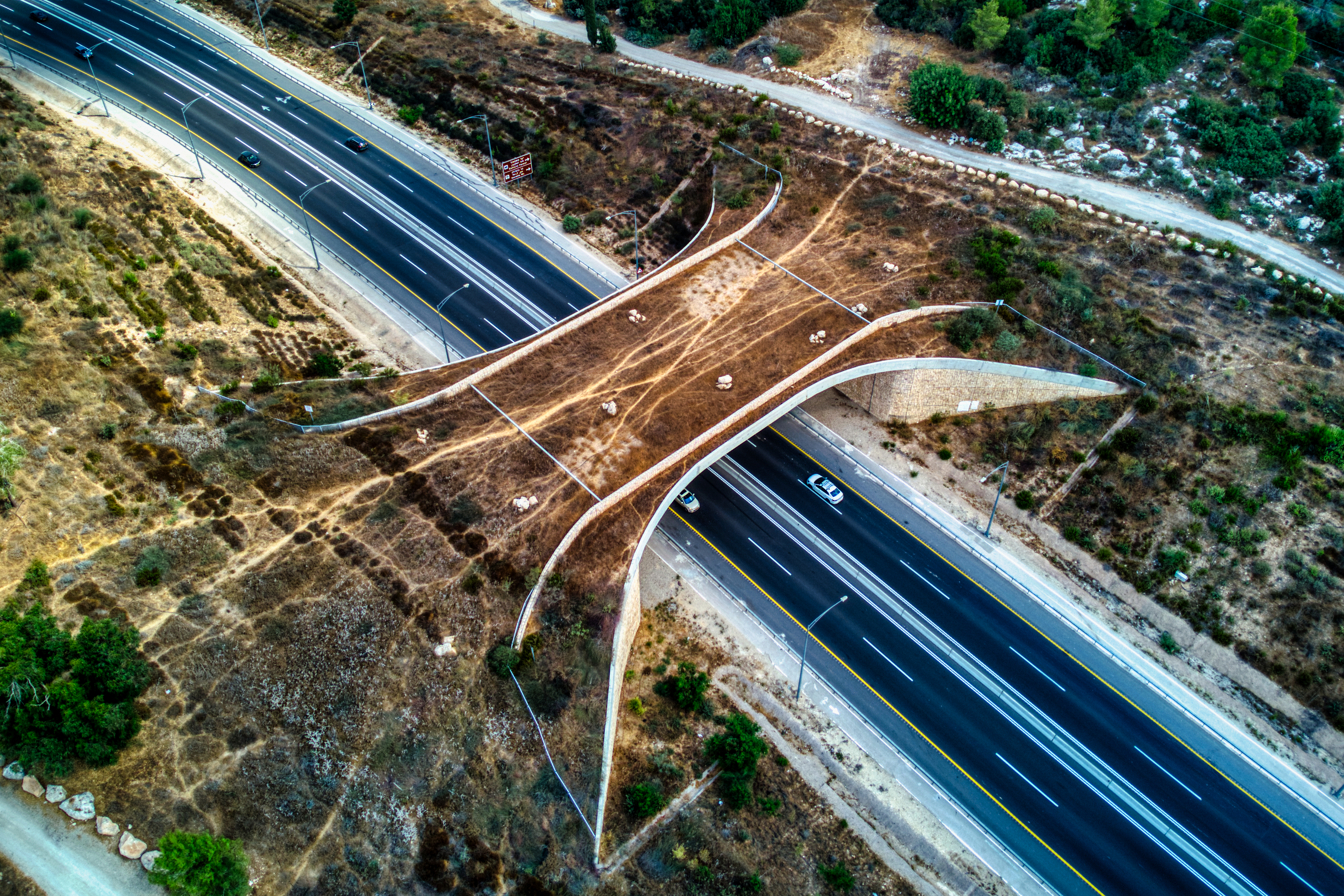
Un paso elevado para la fauna construido sobre la autopista 38 en Israel.

Los cruces de vida silvestre, como los pasos elevados o subterráneos, generalmente se consideran la medida de mitigación más eficaz para ayudar a que los caminos sean más transitables para la vida silvestre y, al mismo tiempo, aumentar la seguridad de los conductores y los animales. Para canalizar la vida silvestre hacia estos cruces, muchos estudios han recomendado una combinación de cruces de vida silvestre y cercas de exclusión, haciendo que los cruces debajo o sobre la carretera sean el único camino disponible para la vida silvestre. Con una combinación de pasos de fauna y longitudes adecuadas de cercas, se espera que el efecto barrera de los caminos disminuya, permitiendo a los animales acceder a ambos lados del camino y, por lo tanto, permitiendo importantes procesos del ciclo de vida, incluida la migración y el apareamiento.